# ميكيل ريم
ميكيل ريم (بالإستونية: Mihkel Räim )‏ (و. 1993  م) هو راكب دراجة هوائية إستوني، ولد في كوريساري.

## سجل الفوز

### سباقات أو مراحل فاز بها
| التاريخ       | السباق                                   | المركز                                          |
| ------------- | ---------------------------------------- | ----------------------------------------------- |
| 26 يوليو 2015 | 2015 Coppa dei Laghi - Trofeo Almar      | المركز الثاني                                   |
| 16 أبريل 2016 | طواف فينيستير 2016                       | الفائز في ترتيب النقاط للشباب                   |
| 17 أبريل 2016 | ترو-برو ليون 2016                        | الفائز في ترتيب النقاط للشباب                   |
| 29 مايو 2016  | طواف أستونيا 2016                        | المركز الثالث                                   |
| 12 يونيو 2016 | 2016 Grand Prix Cycliste de Saguenay     | المركز الثالث                                   |
| 26 يونيو 2016 | سباق الطريق للرجال في بطولة إستونيا 2016 | الفائز في التصنيف العام                         |
| 03 يوليو 2016 | طواف المجر 2016                          | الفائز في التصنيف العام                         |
| 28 أغسطس 2016 | شال سيلس مركسم 2016                      | المرتبة 12 في التصنيف العام                     |
| 31 أغسطس 2016 | 2016 Stadsprijs Geraardsbergen           | الفائز في التصنيف العام                         |
| 01 يناير 2017 | أوكولو سلوفينسكا 2017                    | الرابع في التصنيف العام، الرابع في تصنيف النقاط |
| 21 مايو 2017  | فولتا كاستيلا ليون 2017                  | السادس في تصنيف النقاط                          |
| 10 يونيو 2018 | روند أم كولن 2018                        | المركز الثاني                                   |
| 24 أغسطس 2018 | Great War Remembrance Race 2018          | الفائز في التصنيف العام                         |
| 25 مايو 2019  | طواف أستونيا 2019                        | الفائز في التصنيف العام                         |
| 25 أبريل 2021 | بلغراد - بانيا لوكا 2021                 | الفائز في التصنيف العام                         |
| 20 يونيو 2021 | سباق الطريق للرجال في بطولة إستونيا 2021 | الفائز في التصنيف العام                         |

## روابط خارجية
- ميكيل ريم على موقع الاتحاد الدولي للدراجات (الإنجليزية)
- ميكيل ريم على موقع أرشيف الدراجات (الإنجليزية)
- ميكيل ريم على موقع إحصائيات الدراجات الإحترافية (الإنجليزية)
- ميكيل ريم على موقع نسبة الدراجات (الإنجليزية)
- ميكيل ريم على موقع CycleBase (الإنجليزية)